# Rodrigo Lacerda Ramos
Rodrigo Lacerda Ramos (São Bernardo do Campo, Brasil, 6 de octubre de 1980), futbolista brasilero. Juega de volante y su actual equipo es el FC Sion de la Superliga de Suiza. 

## Selección nacional
Ha sido internacional con la Selección de fútbol de Brasil Sub-20.

### Participaciones en Copas del Mundo
| Mundial                               | Sede    | Resultado   |
| ------------------------------------- | ------- | ----------- |
| Copa Mundial de Fútbol Sub-17 de 1997 | Egipto  | Campeón     |
| Copa Mundial de Fútbol Sub-20 de 1999 | Nigeria | 4° de final |

## Clubes
| Club             | País    | Año       |
| ---------------- | ------- | --------- |
| Palmeiras        | Brasil  | 1998-2000 |
| AEK Atenas       | Grecia  | 2000-2002 |
| Atlético Mineiro | Brasil  | 2003      |
| AC Ajaccio       | Francia | 2003-2007 |
| RC Strasburgo    | Francia | 2007-2008 |
| Júbilo Iwata     | Japón   | 2008-2009 |
| RC Strasburgo    | Francia | 2009-2010 |
| FC Sion          | Suiza   | 2010-     |